# Flot.com
Mil.Press FLOT, или FLOT.com (ранее — Центральный военно-морской портал и Navy.ru) — крупнейший русскоязычный портал, посвященный Военно-морскому флоту России и военно-морским силам других стран.  
Входит в десятку наиболее цитируемых российских сайтов по данным индекса цитирования Яндекс.Каталога в рубрике «Армия и оборона» (данные на май 2015 года) и в десятку по посещаемости (в рубрике «Государство» рейтинга top.mail.ru). Является новостным партнером компаний Яндекс и Google. Включает в себя карту присутствия ВМФ РФ в Мировом океане, справочник по кораблям и подводным лодкам, находящимся в составе флота, бесплатную юридическую консультацию. С 2008 года Flot.com — информационный партнер «Санкт-Петербургского клуба моряков-подводников и ветеранов ВМФ», которым руководит советник губернатора Санкт-Петербурга Игорь Курдин. Финалист Премии Рунета 2008 года. Свидетельство о регистрации СМИ № ФС77-39156.

## История
- 20 января 1998 года: действующим офицером ВМФ Сергеем Лютовым при поддержке компании Futures Telecom и инициативных лиц запущен сайт Navy.ru и ряд сопутствующих ресурсов: gazeta.navy.ru, shiphistory.navy.ru, grinda.navy.ru, militarism.navy.ru, vkesimo.navy.ru, library.navy.ru, neva.navy.ru, monitoring.navy.ru и других.
- 2001 год: после краха дот-комов обновление сайтов приостановлено.
- 2006 год: начаты работы по возобновлению работы Navy.ru, сформирована редакция.
- 2007 год: состоялся перезапуск Navy.ru, приуроченный ко Дню подводника (19 марта)[8].
- 2008 год: запущен официальный сайт писателя-мариниста Александра Покровского Rasstrel.ru[9]. Редакция Mil.Press еженедельно публикует на сайте присылаемые автором заметки и рассказы.
- 2009 год: основным доменом для Центрального военно-морского портала вместо Navy.ru стал FLOT.com, сопутствующие ресурсы вместо доменов 3-го уровня получили домены 2-го уровня: navylib.ru, sailhistory.ru, gazetam.ru, grinda.info, milit.ru и другие.
- 2010 год: запущен FlotProm.ru — отраслевое издание морского ВПК, ориентированное на лиц, принимающих решения.
- 2011 год: командующий ВМС США дал эксклюзивное интервью сотрудникам редакции[10], ранее было опубликовано эксклюзивное интервью с командующим ВМС Швеции[11].
- 2012 год: сотрудниками редакции проведено первое журналистское расследование "Миллиарды — английскому «фениксу»[12].
- 2013 год: проведено международное журналистское расследование[13], посвященное возможности повторения трагедии, подобной гибели АПЛ «Курск». Главный редактор ЦВМП выступил[14] на итоговом заседании Межведомственной экспертной группы Минобороны, сформированной для урегулирования разногласий при создании ГВК.
- 2014 год: ЦВМП вошел в структуру медиагруппы Mil.Press.
- 2015 год: издание добавлено в базу данных аналитической системы «Медиалогия»[15].

## Результаты деятельности
Материалы издания не раз становились основанием для прокурорского надзора, смены должностных лиц или устранения нарушений законов. В 2014 году это отстранение от должности командира учебного корабля «Смольный», усиление охраны базы подводных лодок Северного флота, выплата компенсаций морякам сторожевого корабля «Сметливый» и т. д.
На публикации FLOT.com ссылались такие СМИ, как CNN, BBC, «Интерфакс», MK.ru, «Новая газета», «Взгляд», «Аргументы и факты», «Известия», Lenta.ru, «Труд», Pravda.ru, «АвиаПОРТ», «Бизнес Online», B-Port, «БалтИнфо», ТС ВПК, Exler.ru, NewScientist, а также официальные сайты Министерства обороны Республики Беларусь, партии КПРФ, ЦРУ.

## Ссылка
- «ВМФ России»- 10 лет в Сети.